# Uruguay en la Copa Mundial de Fútbol Sub-20 de 2017
La selección de Uruguay fue uno de los 24 equipos participantes en la Copa Mundial de Fútbol Sub-20 de 2017, torneo que se llevó a cabo entre el 20 de mayo y 11 de junio de 2017 en Corea del Sur.
En el sorteo la Celeste quedó emparejada en el Grupo D junto con Sudáfrica, Japón e Italia.
Correspondió a la decimocuarta participación absoluta de Uruguay en la Copa Mundial sub-20 y la sexta consecutiva.

## Preparación

### Previo al Mundial
Uruguay clasificó a la Copa Mundial tras un buen Campeonato Sudamericano Sub-20, certamen en el que se coronó campeón.
En los primeros entrenamientos luego del Sudamericano, se integraron 2 jugadores nuevos en el proceso sub-20: Juan Manuel Boselli y Leonardo Fernández.
Disputaron 5 partidos amistosos internacionales de preparación, de los cuales los dos primeros fueron en Sudamérica, mientras que los restantes se jugaron en Asia.
En primer lugar recibieron a la selección de Argentina, en el Parque Capurro el 22 de marzo, fue un encuentro parejo, pero en los minutos finales el argentino Tomás Belmonte vulneró la portería de Santiago Mele, lo que significó el triunfo albiceleste 0-1.
Luego, la selección de Uruguay viajó a Buenos Aires, para jugar la revancha, el partido se disputó el 12 de abril en el Nuevo Gasómetro. Con un gol de Facundo Waller se imponían los orientales, pero con un doblete de Marcelo Torres el triunfo fue para Argentina por 2-1.
El 3 de mayo viajaron desde Uruguay un plantel de 18 futbolistas, de los cuales 17 fueron del medio local más Santiago Bueno, que arribó desde Barcelona días antes. En una escala que realizaron en Francia, se unieron Federico Valverde y Nicolás Schiappacasse. Un plantel de 20 futbolistas llegó a China el 4 de mayo. En un primer partido amistoso, se enfrentaron a la selección china sub-20, con un buen despliegue celeste, ganó Uruguay por 3 a 1.
Luego, viajaron a Corea del Sur y se enfrentaron al local organizador del mundial. En un estadio repleto, la celeste fue derrotada 2-0.
El último partido de preparación, fue el 14 de mayo, contra Arabia Saudita, selección a la que derrotaron 2 a 0. Al otro día, viajó Rodrigo Bentancur, luego de jugar el superclásico con Boca Juniors.

### Partidos amistosos
| Fecha               | Lugar        |                |                                       | Resultado |                      |           |
| ------------------- | ------------ | -------------- | ------------------------------------- | --------- | -------------------- | --------- |
| 22 de marzo de 2017 | Montevideo   | Uruguay        | Bandera de Uruguay                    | 0:1       | Bandera de Argentina | Argentina |
| 12 de abril de 2017 | Buenos Aires | Argentina      | Bandera de Argentina                  | 2:1       | Bandera de Uruguay   | Uruguay   |
| 8 de mayo de 2017   | Xi'an        | China          | Bandera de la República Popular China | 1:3       | Bandera de Uruguay   | Uruguay   |
| 11 de mayo de 2017  | Cheongju     | Corea del Sur  | Bandera de Corea del Sur              | 2:0       | Bandera de Uruguay   | Uruguay   |
| 14 de mayo de 2017  | Paju         | Arabia Saudita | Bandera de Arabia Saudita             | 0:2       | Bandera de Uruguay   | Uruguay   |

## Jugadores
El 25 de abril de 2017, el entrenador brindó los nombres de los 21 futbolistas para jugar la Copa Mundial, de los cuales incluyó a 2 que no fueron parte del Sudamericano: Federico Valverde y Juan Manuel Boselli, el primero fue habitual seleccionado uruguayo desde la sub-15 pero que el Real Madrid impidió que participe en el certamen continental, el segundo tuvo su primera oportunidad de entrenar con Uruguay luego del Sudamericano tras grandes rendimientos en Defensor Sporting, convenció al entrenador y quedó, a pesar de dar ventaja con la edad al ser categoría 99, con la posibilidad de ser parte de la próxima generación sub-20.
De los jugadores que se coronaron campeones del Sudamericano, quedaron fuera: Agustín Sant'Anna, Nicolás Rodríguez, Roberto Fernández y Diego Rossi.
Datos correspondientes a la situación previa del torneo.

## Participación

### Fase de grupos
| Equipo    | Pts | PJ | PG | PE | PP | GF | GC | Dif |
| --------- | --- | -- | -- | -- | -- | -- | -- | --- |
| Uruguay   | 7   | 3  | 2  | 1  | 0  | 3  | 0  | 3   |
| Italia    | 4   | 3  | 1  | 1  | 1  | 4  | 3  | 1   |
| Japón     | 4   | 3  | 1  | 1  | 1  | 4  | 5  | -1  |
| Sudáfrica | 1   | 3  | 0  | 1  | 2  | 1  | 4  | -3  |

|  | Clasificados para octavos de final. |

#### Fecha 1
Uruguay debutó el domingo 21 de mayo, en el segundo día de competencia, su rival fue Italia, combinado que fue vicecampeón del Europeo Sub-19 en 2016.
Jugaron en el Estadio Mundialista de Suwon ante más de 9000 espectadores. La Celeste generó varias chances en el primer tiempo, pero el portero rival Andrea Zaccagno mantuvo el arco en cero, incluso al minuto 44 le contuvo un penal al capitán uruguayo Nicolás De La Cruz. En el transcurso de la segunda mitad ingresó Rodrigo Amaral en Uruguay, aunque no pudo desarrollar su juego de inmediato, los italianos mejoraron y su capitán Rolando Mandragora forzó una intervención de Santiago Mele, a la que respondió con seguridad. Faltando 15 minutos para concluir el juego el juez cobró tiro libre al borde del área rival, Amaral remató con un zurdazo, el esférico pasó la barrera europea y vulneró su portería, lo que significó el 1 a 0 para los charrúas, marcador que se mantuvo al finalizar el partido.
| 21 de mayo de 2017, 20:00 | Italia | 0:1 (0:0) | Uruguay    | Estadio Mundialista, Suwon                              |                                                         |
|                           |        | Reporte   | 76' Amaral | Asistencia: 9 128 espectadores Árbitro(s): Walter López | Asistencia: 9 128 espectadores Árbitro(s): Walter López |
| Incidencias del encuentro |        |           |            |                                                         |                                                         |

#### Fecha 2
| 24 de mayo de 2017, 20:00 | Uruguay                           | 2:0 (1:0) | Japón | Estadio Mundialista, Suwon                                  |                                                             |
|                           | Schiappacasse 38' · Olivera 90+1' | Reporte   |       | Asistencia: 7 978 espectadores Árbitro(s): Szymon Marciniak | Asistencia: 7 978 espectadores Árbitro(s): Szymon Marciniak |
| Incidencias del encuentro |                                   |           |       |                                                             |                                                             |

#### Fecha 3
| 27 de mayo de 2017, 20:00 | Uruguay | 0:0     | Sudáfrica | Estadio de Incheon, Incheon                               |                                                           |
|                           |         | Reporte |           | Asistencia: 7 707 espectadores Árbitro(s): Sergei Karasev | Asistencia: 7 707 espectadores Árbitro(s): Sergei Karasev |
| Incidencias del encuentro |         |         |           |                                                           |                                                           |

### Fase final

#### Octavos de final
| 31 de mayo de 2017, 17:00 | Uruguay               | 1:0 (0:0) | Arabia Saudita | Estadio Mundialista, Suwon                               |                                                          |
|                           | De La Cruz 50' (pen.) | Reporte   |                | Asistencia: 2 522 espectadores Árbitro(s): Janny Sikazwe | Asistencia: 2 522 espectadores Árbitro(s): Janny Sikazwe |
| Incidencias del encuentro |                       |           |                |                                                          |                                                          |

#### Cuartos de final
| 4 de junio de 2017, 18:00 | Portugal                                                  | 2:2 (2:2, 2:1) (t. s.)(0:0 t. s.)(4:5 p.) | Uruguay                                                          | Estadio Mundialista, Daejeon                           |                                                        |
|                           | Silva 1' · Gonçalvez 41'                                  | Reporte                                   | 16' Bueno · 50' (pen.) Valverde                                  | Asistencia: 5 086 espectadores Árbitro(s): César Ramos | Asistencia: 5 086 espectadores Árbitro(s): César Ramos |
|                           |                                                           | Tiros desde el punto penal                |                                                                  |                                                        |                                                        |
|                           | Dias · Dalot · Xadas · Gedson · Pêpê · Gomes · A. Ribeiro |                                           | Valverde · Rodríguez · Canobbio · Ardaiz · Amaral · Viña · Bueno |                                                        |                                                        |
| Incidencias del encuentro |                                                           |                                           |                                                                  |                                                        |                                                        |

#### Semifinal
| 8 de junio de 2017, 17:00 | Uruguay                                                  | 1:1 (1:1, 0:0) (t. s.)(0:0 t. s.)(3:4 p.) | Venezuela                                        | Estadio Mundialista, Daejeon                                |                                                             |
|                           | De La Cruz 49' (pen.)                                    | Reporte                                   | 90+1' Sosa                                       | Asistencia: 3 486 espectadores Árbitro(s): Szymon Marciniak | Asistencia: 3 486 espectadores Árbitro(s): Szymon Marciniak |
|                           |                                                          | Tiros desde el punto penal                |                                                  |                                                             |                                                             |
|                           | Valverde · Rodríguez · Canobbio · Bentancur · De La Cruz |                                           | Peñaranda · Sosa · Hernández · Soteldo · Herrera |                                                             |                                                             |

#### Tercer puesto
| 11 de junio de 2017, 15:30 | Uruguay                     | 0:0 (1:4 p.)               | Italia                                 | Estadio Mundialista, Suwon                              |                                                         |
|                            |                             | Reporte                    |                                        | Asistencia: 10 749 espectadores Árbitro(s): César Ramos | Asistencia: 10 749 espectadores Árbitro(s): César Ramos |
|                            |                             | Tiros desde el punto penal |                                        |                                                         |                                                         |
|                            | Valverde · Amaral · Boselli |                            | Vido · Marchizza · Mandragora · Panico |                                                         |                                                         |

## Estadísticas

### Participación de jugadores
| #  | Pos        | Jugador             | PJ | Minutos Jugados | Goles recibidos | Arco en cero | Tarjetas Amarillas | Doble Tarjeta Amarilla y Roja | Tarjetas Rojas |
| -- | ---------- | ------------------- | -- | --------------- | --------------- | ------------ | ------------------ | ----------------------------- | -------------- |
| 1  | Guardameta | Santiago Mele       | 7  | 720             | 3               | 5            | 0                  | 0                             | 0              |
| 12 | Guardameta | Francisco Tinaglini | 0  | 0               | 0               | 0            | 0                  | 0                             | 0              |
| 21 | Guardameta | Adriano Freitas     | 0  | 0               | 0               | 0            | 0                  | 0                             | 0              |

| #  | Pos            | Jugador               | PJ | Minutos Jugados | Goles | Asistencias | Tarjetas Amarillas | Doble Tarjeta Amarilla y Roja | Tarjetas Rojas |
| -- | -------------- | --------------------- | -- | --------------- | ----- | ----------- | ------------------ | ----------------------------- | -------------- |
| 2  | Defensa        | Santiago Bueno        | 6  | 600             | 1     | 0           | 0                  | 0                             | 0              |
| 3  | Defensa        | Emanuel Gularte       | 0  | 0               | 0     | 0           | 0                  | 0                             | 0              |
| 4  | Defensa        | José Luis Rodríguez   | 7  | 720             | 0     | 1           | 1                  | 0                             | 0              |
| 5  | Defensa        | Mathías Olivera       | 7  | 720             | 1     | 0           | 0                  | 0                             | 0              |
| 6  | Centrocampista | Marcelo Saracchi      | 3  | 198             | 0     | 1           | 0                  | 0                             | 0              |
| 7  | Delantero      | Joaquín Ardaiz        | 7  | 295             | 0     | 0           | 0                  | 0                             | 0              |
| 8  | Centrocampista | Carlos Benavidez      | 5  | 265             | 0     | 0           | 3                  | 0                             | 0              |
| 9  | Delantero      | Nicolás Schiappacasse | 6  | 515             | 1     | 0           | 0                  | 0                             | 0              |
| 10 | Delantero      | Rodrigo Amaral        | 3  | 195             | 1     | 0           | 0                  | 0                             | 0              |
| 11 | Centrocampista | Nicolás De La Cruz    | 7  | 608             | 2     | 0           | 2                  | 0                             | 0              |
| 13 | Centrocampista | Santiago Viera        | 3  | 166             | 0     | 0           | 1                  | 0                             | 0              |
| 14 | Delantero      | Juan Manuel Boselli   | 4  | 136             | 0     | 0           | 0                  | 0                             | 0              |
| 15 | Centrocampista | Facundo Waller        | 1  | 30              | 0     | 0           | 0                  | 0                             | 0              |
| 16 | Centrocampista | Federico Valverde     | 7  | 715             | 1     | 0           | 0                  | 0                             | 0              |
| 17 | Defensa        | Matías Viña           | 4  | 237             | 0     | 0           | 0                  | 0                             | 0              |
| 18 | Defensa        | Agustín Rogel         | 6  | 630             | 0     | 0           | 1                  | 0                             | 0              |
| 19 | Delantero      | Agustín Canobbio      | 7  | 572             | 0     | 0           | 2                  | 0                             | 0              |
| 20 | Centrocampista | Rodrigo Bentancur     | 6  | 600             | 0     | 0           | 3                  | 0                             | 0              |

### Distinciones
Federico Valverde fue distinguido con el Balón de Plata, distinción para el segundo mejor jugador del torneo, por debajo del inglés Dominic Solanke y por encima del venezolano Yangel Herrera.
| Premio         |                | Jugador           | Selección |
| -------------- | -------------- | ----------------- | --------- |
| Balón de Plata | Balón de Plata | Federico Valverde | Uruguay   |